# Маттео Пальмієрі

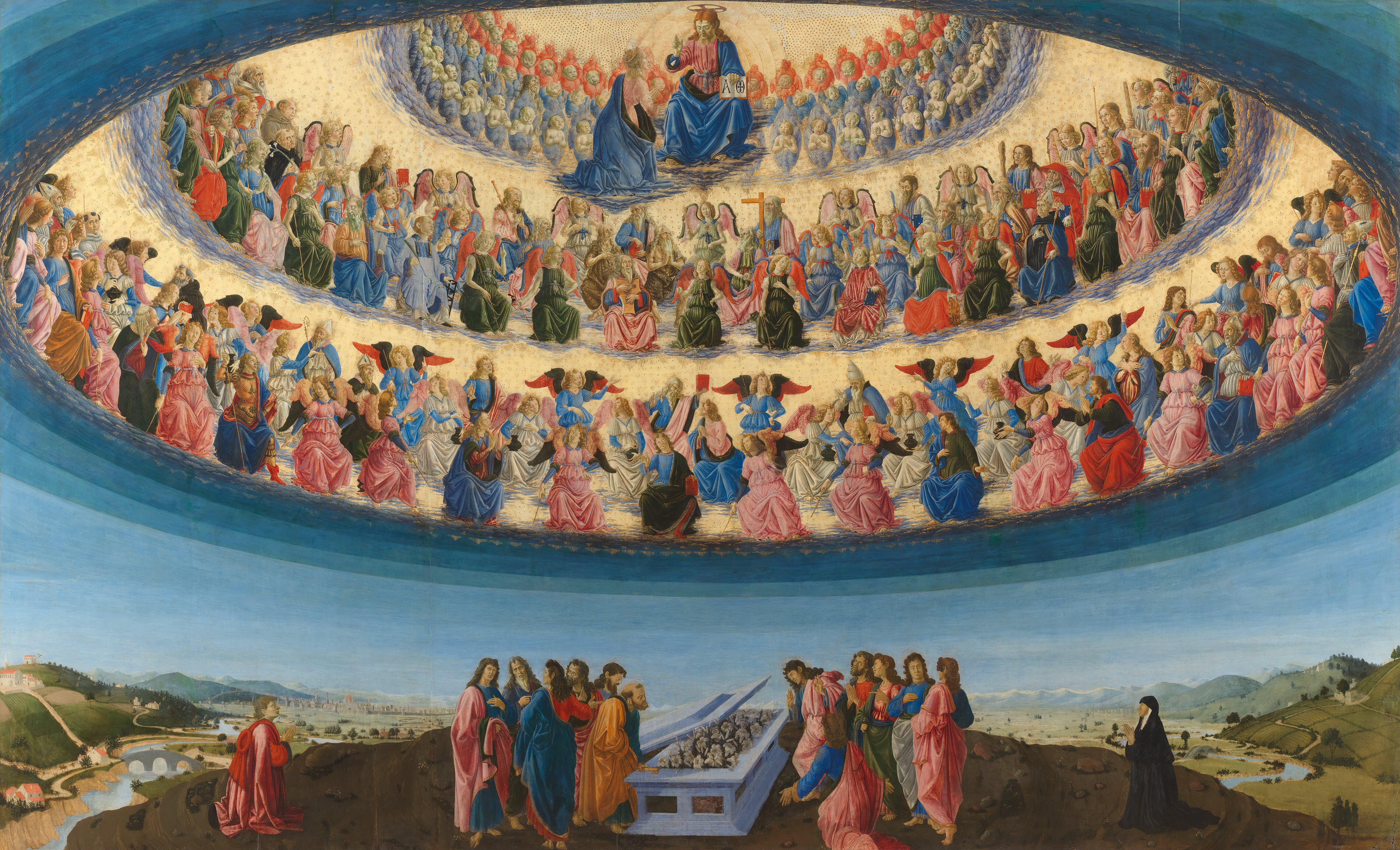
Франческо Боттічіні. Вознесіння Діви Марії, бл. 1475, Національна галерея, Лондон

Маттео Пальмієрі (італ. Matteo Palmieri; 13 січня 1406, Флоренція — 13 квітня 1475, Флоренція) — італійський гуманіст і історик, політичний діяч.

## Біографія
Народився в родині флорентійських аптекарів. Закінчив Флорентійський університет. З 1432 по 1475 рік обіймав у Флоренції більше п'ятдесяти різних посад, двічі обирався на посаду гонфалоньєра справедливості (1452, 1468). Був представником громадянського гуманізму. У вченні Пальмієрі основний акцент зроблений на суспільний характер природи людини, що розкривається в громадянський активності, служінні суспільному благу (визначальний принцип етики Пальмієрі), у підпорядкованості особистих інтересів колективним. Друзями Пальмієрі були Леонардо Бруні, Поджо Браччоліні, Аламанно Рінуччині та інші гуманісти.
Наприкінці життя Маттео Пальмієрі замовив у Франческо Боттічіні «Вознесіння Діви Марії» як вівтар для церкви Бенедиктинського жіночого монастиря у Флоренції, де у родини Пальмієрі була своя каплиця; ліворуч на картині зображено уклінний донаторський портрет Пальмієрі, праворуч — його дружини.

## Твори
Основні твори:
- «Про цивільне життя» («Della vita civile», бл. 1439)
- «Град життя» (1464)
- «Життєпис Нікколо Аччаюолі» (бл. 1440)
- «Про взяття Пізи» (1440-ті рр.)
- «Історія Флоренції» (1474)
- «Промова про справедливість» (1437 або 1440)

Найвідомішим твором Пальмієрі є діалог «Про цивільне життя», в якому викладені принципи громадянського гуманізму, етико-політичні та педагогічні ідеї. Автор не засуджує прагнення до багатства і накопичення, за умови, що статок здобутий чесним шляхом. Його політичний ідеал — пополанська республіка, в якій влада належить верхівці і середньому прошарку громадян.
Пізніша поема «Град життя» написана як наслідування Данте, в ній Пальмієрі розмірковує над причинами соціальної несправедливості, пов'язуючи її з пануванням приватної власності. «Історія Флоренції» розпочата 1432 року і охоплює події до 1474 року. Особливий інтерес становлять публічні промови Пальмієрі, зокрема «Промова про справедливість», де обґрунтовується справедливість як норма моралі та права. Справжніми носіями справедливості, на думку Пальмієрі, є повноправні громадяни, народ.